# (38153) 1999 JW67
1999 JW67 (asteroide 38153) é um asteroide da cintura principal. Possui uma excentricidade de 0.18661800 e uma inclinação de 6.08200º.
Este asteroide foi descoberto no dia 12 de maio de 1999 por LINEAR em Socorro.